# Рождество-Лесное
Рождество-Лесное — деревня в Рязанском районе Рязанской области России, входит в состав Искровского сельского поселения. 

## География
Деревня расположена на берегу речки Тысья в 16 км на юг от центра поселения посёлка Искра и в 35 км на юг от Рязани.

## История
Рождество Лесное в качестве погоста упоминается в приправочных книгах Каменского стана 1597 и 1598 годов, где на погосте имелась деревянная церковь Рождества Христова. В окладных книгах 1676 года оно значится под именем села Лесного, в котором при церкви Рождества Христова упоминаются 2 двора поповых, 3 двора дьячковых, 1 двор пономарский и 3 двора бобылей. Каменная Христорождественская церковь с приделом Богородицерождественским в селе построена была в 1826 году помещиком Николаем Григорьевичем Лукиным. 
В XIX — начале XX века село входило в состав Букринской волости Пронского уезда Рязанской губернии. В 1905 году в селе было 79 дворов.
С 1929 года село являлось центром Рождественского сельсовета Рязанского района Рязанского округа Московской области, с 1937 года — в составе Рязанской области, с 1944 года — в составе Букринского района, с 1956 года — в составе Рязанского района, с 2005 года — в составе Искровского сельского поселения.

## Население
| 1859 | 1897 | 1906 | 2010 |
| ---- | ---- | ---- | ---- |
| 365  | ↗512 | ↗645 | ↘16  |